# غلين لارسون
غلين ألبرت لارسون (من 3 يناير 1937 إلى 14 نوفمبر 2014) موسيقيً ومنتجً وكاتب تليفزيوني أمريكي. عمله الأكثر شهرة في التلفزيون المسلسل التلفزيوني الاسم المستعار سميث وجونز ، حرب النجوم غالاكتيكا، باك روجرز في القرن الخامس والعشرين ، كوينسي إم إي ، ME ، هاردي بويز /أسرار نانسي درو ، BJ and The Bear، The Fall Guy ، ماغنوم ، بي وفارس رايدر. بالإضافة إلى عمله التلفزيوني ، كان لارسون أيضًا عضوًا في فرقة The Four Preps.

## روابط خارجية
- غلين لارسون على موقع IMDb (الإنجليزية)
- غلين لارسون على موقع ألو سيني (الفرنسية)
- غلين لارسون على موقع ميوزك برينز (الإنجليزية)
- غلين لارسون على موقع أول موفي (الإنجليزية)
- غلين لارسون على موقع قاعدة بيانات الأفلام السويدية (السويدية)
- غلين لارسون على موقع أول ميوزيك (الإنجليزية)
- غلين لارسون على موقع ديسكوغز (الإنجليزية)
- غلين لارسون على موقع قاعدة بيانات الفيلم (الإنجليزية)
- غلين لارسون على موقع كينوبويسك (الروسية)
- غلين لارسون على موقع كينوبويسك (الروسية)

- غلين لارسون في قاعدة بيانات الأفلام على الإنترنت
- Glen A. Larson  على قاعدة بيانات الخيال التأملي على الإنترنت